# IBC Handelsgymnasiet (Kolding)
IBC Koldings HHX-linje er en del af IBC International Business College, som er resultatet af en fusion mellem Kolding Købmandsskole, Aabenraa Business College og Fredericia-Middelfart Handelsskole. IBC handelsgymnasierne ligger således placeret i nogle af Danmarks erhvervsknudepunkter, hvor man igennem de senere år har oplevet en stor vækst. IBC’s afdeling i Kolding består af de tre afdelinger HHX, HG og IBA. Desuden benyttes mange af skolens moderne[kilde mangler] faciliteter til diverse kursusarrangementer. 
Handelsgymnasiet i Kolding er i dag en af landets førende handelsgymnasieinstitutioner,[kilde mangler] hvilket bl.a. afspejles i antallet af elever der i 2007/2008 gik på HHX. Skolen ligger placeret lige i udkanten af Kolding centrum, med en gåafstand til både Kolding Banegård og busstation på 1 kilometer. På den måde er tilgængeligheden ganske god for såvel nordfra- som sydfrakommende elever. På baggrund af denne centrale placering favner IBC’s geografiske elevområde også bredt og elevernes geografiske hjemstavn spænder horisontalt fra Bogense til Esbjerg samt vertikalt fra Vejle til Haderslev. IBC Handelsgymnasiet beskæftiger 51 medarbejdere bestående af både studiesekretærer, studievejledere, undervisere m.v.  

## Historie
Tilbage i 1888 blev Kolding Købmandsskole grundlagt. Dette skete på baggrund af Konsul Rasmus Kaalund og Købmand Anton Simonsens ønske om, at de daværende unge skulle have muligheden for at uddanne sig indenfor nogle handelsorienterede fag. Sidenhen er skolen vokset i størrelse og betydning, hvilket kulminerede med den føromtalte fusion af Kolding Købmandsskole og Fredericia-Middelfart Handelsskole i år 2002 og to år senere kom tilgangen af Aabenraa Business College. Dette medførte at Kolding Købmandsskole – nu IBC Handelsgymnasiet Kolding – for alvor blev sat på landkortet som en del af IBC International Business College. I skoleåret 2007 aftrådte den daværende rektor Lis Petersen fra bestillingen, til fordel for den nuværende rektor Jesper Kjølhede. 

## Faciliteter
IBC Handelsgymnasiet Kolding er selvsagt en del af hele IBC-komplekset, som består af en firlænget bygning der breder sig over mere end 20.000 kvadratmeter. I 2008 modtog IBC Handelsgymnasiet Kolding ”Undervisningsmiljøprisen 2008” , og blev dermed, af undervisningsministeriet, kåret til det gymnasium i Danmark med det bedste studiemiljø. Undervisningsmiljøprisen blev tildelt på baggrund af en høj elevindflydelse, der på denne måde giver elevdemokratiet mulighed for at udvikle sig. Denne udvikling skyldes et fælles mål fra lærerne, ledelsen og eleverne om at yde gavn af den synergi effekt, der ligger i at samarbejde som et stort team frem for at modarbejde hinanden internt på skolen. 
De moderne faciliteter, hvilket indbefatter tre auditorier, adskillige computerlokaler, et bibliotek, to kantiner og en fredagscafé, hvor der ofte bliver arrangeret forskellige arrangementer, har dog også noget at skulle have sagt. Desuden er adskillige parkeringspladser samt en parkeringskælder tilknyttet IBC komplekset.